# 眼科手術開業医の会
眼科手術開業医の会(がんかしゅじゅつかいぎょういのかい)は、眼科において手術を行っている開業医の会。行政に医療保険の現状を訴える場としても活動する。
眼科の領域では白内障手術や屈折矯正手術にとどまらず緑内障、網膜硝子体、眼瞼、涙道手術などのように、各種様々な手術に取り組む開業医が多いという特色があり、一般の開業医が手術する場合が多い。
本会は眼科手術開業医がお互いの知識を交換し合い、まとまった情報の発信や、あたらしい知識の吸収ができる場をもつために設立された。

## 概要
本会は眼科の先進的医療を担う手術開業医のメンバーが集まり、情報交換と情報発信を行うための臨床医の会。
会長今野公士
会員数　約93名（2019年）